# Анх
Анх (на древноегипетски: ˁnḫ) е най-значимият символ за древните египтяни, известен също и като crux ansata, или ansate, т.е. „кръст с ръкохватка“. В този кръст се обединяват два символа – кръст, като символ на живота, и кръг, като символ на вечността; заедно те символизират безсмъртието.
Този кръст също така символизира и единението на женското божество – Изида и мъжкото божество – Озирис, т.е. съюза на земното и небесното. В йероглифното писмо с този знак се бележи „живот". Египтяните рисували анх върху амулетите си, за да удължат земния си живот; с този амулет били погребвани, за да са сигурни, че ги чака живот и в отвъдния свят. Вярата в силата на този символ се градяла върху представата, че именно така изглежда ключът, с който се отваря вратата на смъртта. Надявайки се, че самото присъствие на символа предпазва от наводнения и колебания на нивото на водата, рисували символа върху стените на каналите.
В по-ново време го използвали врачки и магьосници в магьосническите си ритуали и гадания.
През 60-те години на вече отминалия век, във времето на хипитата станал популярен символ на мир и справедливост.